# Орнатский, Борис Философович
Бори́с Филосо́фович Орна́тский (11 июня 1887, Санкт-Петербург — октябрь 1918) — капитан 23-й артиллерийской бригады, участник Первой мировой войны. Расстрелян в 1918 году, причислен к лику святых Русской православной церкви в 2000 году.

## Семья
- Отец — Философ Николаевич Орнатский, протоиерей, настоятель Казанского собора в Санкт-Петербурге.
- Мать — Елена, урождённая Заозерская, дочь бывшего иподиакона митрополита Исидора. Борис был вторым ребёнком из десяти детей.
- Брат — Николай Философович, расстрелян вместе с отцом и братом в октябре 1918 и причислен к лику священномучеников.

## Образование
Среднее образование получил в 10-й Санкт-Петербургской гимназии, по окончании которой поступил на военную службу.

## Служба
В 1911 году окончил Константиновское артиллерийское училище, откуда выпущен был подпоручиком в 49-ю артиллерийскую бригаду. Занимал должности учителя и помощника заведующего учебной командой.
31 августа 1913 года произведен в поручики, а 25 октября того же года переведен в 23-ю артиллерийскую бригаду, с которой и вступил в Первую мировую войну. За боевые отличия был награждён несколькими орденами, в том числе орденом Св. Анны 4-й степени с надписью «за храбрость». Произведен в штабс-капитаны 5 февраля 1916 года, в капитаны — 7 февраля 1917 года.

## Арест и мученическая кончина
Был арестован в августе 1918 вместе с отцом Философом и братом Николаем Орнатскими. Прихожане требовали освободить священника; власти в ответ перевезли его с сыновьями из Петрограда в Кронштадт.
Протоиерей Философ Орнатский и его сыновья были расстреляны, предположительно, около 30 октября 1918. По дороге он читал вслух отходную над приговорёнными. По одним данным, расстрел произошёл в Кронштадте, по другим — неподалёку от Финского залива между Лигово и Ораниенбаумом. Тела расстрелянных, по-видимому, были сброшены в залив.
В августе 2000 года протоиерей Философ Орнатский и его сыновья Николай и Борис причислены к лику общецерковных святых Юбилейным Архиерейским собором Русской православной церкви.

## Награды
- Орден Святой Анны 4-й ст. с надписью «за храбрость» (ВП 4.01.1915)
- Орден Святого Станислава 3-й ст. с мечами и бантом (ВП 14.03.1915)
- Орден Святого Станислава 2-й ст. с мечами (ВП 9.05.1915)
- Орден Святой Анны 3-й ст. с мечами и бантом (ВП 14.06.1915)
- Орден Святой Анны 2-й ст. с мечами (ВП 11.08.1916)